# Cronologia oxfordiana das peças de William Shakespeare
A precisão para a cronologia das peças de Shakespeare (como foram primeiramente escritas ou realizadas) é impossível de determinar, uma vez que não existem registros e muitas das obras foram encenadas muitos anos antes de serem publicadas. As primeiras versões impressas de várias peças de teatro de Shakespeare são edições piratas, mas muitas obras shakespearianas permaneceram inéditas até o aparecimento do First Folio (1623). Essa falta de informação, juntamente com outras discrepâncias relativas ao registro histórico de Shakespeare, é mencionada frequentemente na referência à identidade de Shakespeare, uma questão que a maioria dos estudiosos de Shakespeare rejeitam prontamente. Apesar disto, o interesse no debate da autoria cresceu, particularmente entre estudiosos independentes, profissionais de teatro e alguns acadêmicos. Esta tendência continuou e cresceu no século XXI.
O candidato alterno principal para a autoria de Shakespeare é Edward de Vere, 17º conde de Oxford. Os eruditos e os investigadores que favorecem a candidatura de Oxford são chamados oxfordianos (seguidores da teoria oxfordiana). A proposta básica do argumento dos oxfordianos é a teoria de que muitas peças consideradas como "peças tardias" ou "colaborações" foram realmente revisões dos trabalhos de Oxford anteriormente à encenação, ou revista por outros dramaturgos depois da morte de Oxford, em 1604. Alguns eruditos ortodoxos, incluindo A.R. Cairncross, Peter Alexander e o prof. Karl Elze, assim como todos os investigadores oxfordianos, discordam da cronologia geralmente aceitada dos stratfordianos. Os investigadores oxfordianos Charlton Ogburn e Mark Anderson, entre outros, têm reconstruído a cronologia das peças por diversos meios, incluindo alusões contemporâneas e registros de encenações, inscrições no Stationers' Register, data de publicação segundo a capa do documento, a lista de 1598 sobre algumas peças de Shakespeare, elabora por Francis Meres, impressões viscerais, e estudos da escrita de Oxford ao longo do tempo, além de suas viagens, educação e relações pessoais.
Tomando em consideração a teoria dos oxfordianos quanto a autoria de Shakespeare, a seguinte cronologia representa um ponto de vista da minoria da população e dos Stratfordianos.

## Cronologia oxfordiana dos trabalhos de Shakespeare
(As datas entre parênteses indicam somente a data da primeira publicação.)
- (1562), "A Trágica História de Romeu e Julieta", proposta por Ogburn como sendo um trabalho da infância de Oxford, sob o pseudônimo Arthur Brooke.
- (1567), Metamorfose, de Ovídio, com colaboração do tio e tutor de Oxford, Arthur Golding[4].
- 1574, Famous Victories of Henry Fifth (Famosas Vitórias de Henrique V), primeira versão de Henrique IV, Parte 1 e 2, e Henrique V.
- 1577, revisado em 1594 (1623) A Comédia dos Erros, sendo a primeira versão chamada A Historie of Error.
Se essa é a mesma peça intitulada A Noite dos Erros, foi encenada em 28 de Dezembro de 1594.
- 1577, revisada em 1593 (1594) Titus Andronicus .
- 1577, (1609) Péricles, Príncipe de Tiro. Completada em 1607 por outra mão, provavelmente George Wilkins.
- 1578, editor e colaborador (1609) de Euphues: The Anatomy of Wyt.
- 1578, (1623) Cimbelino; a primeira versão é chamada de "An History of the Cruelties of A StepMother".
- 1579, revisada em 1602 (1623) Tudo Bem Quando Termina Bem; primeira versão chamada “An History of the Second Helene" (Uma História da Segunda Helena).
- 1579, (1623) A Megera Domada; primeira versão chamada “A Morall of the Marriage of Mynde and Measure”.
- 1579, revisada em 1590 (1623) Trabalhos de Amores Perdidos, sendo a primeira versão "A Maske of Amazons and a Maske of Knights”.
- 1579, (1623) O Mercador de Veneza; primeira versão chamada “The Jew”.
- 1580, revisada em 1592 (1844) Sir Thomas More
- 1581, revisada em 1594 (1597) Romeu e Julieta
- 1581, revisada em 1592 (1602) Ricardo III
- 1581, revisada em 1590 (1595) Henrique VI, Parte 3
- 1583, revisada em 1599 (1600) Muito Barulho Por Nada
- 1584, revisada em 1590 (publicação: 1598) Henrique VI, Parte 1
Registro: Stationers' Register, em 25 de Fevereiro de 1598.
- 1585, revisada em 1598 (publicação: 1600) Henrique IV, Parte 2
- 1586, revisada em 1599 (1600) Henrique V
- 1588, revisada em 1599 (1623) Como Gostais [5]
Registro: Stationers' Register, em Agosto de 1600.
- 1589, revisada em 1599 (1623) Júlio César
Mencionada por Thomas Platter em 1599.
- 1589, revisada em 1601 (1603) Hamlet
O Stationers' Register de Julho de 1602 a descreve como “lately acted.” (recentemente encenada).
- 1589 (publicação: 1600) Henrique VI, Parte 2
Parodisada por Robert Greene em 1592.
Se encontra na lista de 1598 elaborada por Francis Meres acerca das peças shakesperianas.
- 1590, revisada em 1596 (1622) King John
Na lista de 1598 de Francis Meres.
- 1591, revisada em 1604 (1622) Otelo
Primeira encenação em Novembro de 1604.
Se encontra no Stationers' Register de Novembro de 1607.
- 1592, revisada em 1602 (1623) Noite de Reis
- 1593 (1623) A Megera Domada
- 1593, (1623) Henrique VIII (provável revisão em 1612 de John Fletcher)[6].
- 1594 (1623) Os Dois Cavalheiros de Verona
Na lista de 1598 de Francis Meres.
- 1594 (1598) Trabalhos de Amores Perdidos
Na lista de 1598 de Francis Meres.
- 1594, revisada wm 1603 (1623) Macbeth; obteve uma segunda revisão em 1615, por Thomas Middleton.[7]
- 1594, revisada em 1603 (1608) Rei Lear, primeira versão denominada "The True Chronicle History of King Leir".
- 1594, (1623) Conto do Inverno; primeira versão chamada "A Winter’s Night Pastime".
- 1595 (1597) Ricardo II
Na lista de 1598 de Francis Meres.
- 1595 (1600) Sonhos de Uma Noite de Verão
Na lista de 1598 de Francis Meres.
- 1596 (1600) O Mercador de Veneza
Registro: Stationers' Register (em 22 de Julho de 1598). Também na lista de 1598 de Francis Meres.
- 1597 Henrique IV, Parte 1
Na lista de 1598 de Francis Meres.
- 1598 (1602) As Alegres Comadres de Windsor
- 1601 (1609) Tróilo e Créssida
Registro: Stationers' Register (Fevereiro de 1603).
- 1602 (1623) Medida por Medida
- 1603 (1623) Coriolano
- 1603 (1623) Antônio e Cleópatra
Stationers' Register em Maio de 1608.
- 1603, (1623) Timão de Atenas, completada em 1607 por outra mão, possivelmente Thomas Middleton.
Stationers' Register em Maio de 1608.
- 1603 (1623) A Tempestade [8]
- Data inicial desconhecida (1728) Cardenio (possivelmente completada em 1612 por John Fletcher)
Data inicial desconhecida (1634) Os Dois Nobres Parentes (completada possivelmente por John Fletcher).

As seguintes obras foram atribuídas a Shakespeare, mas, na realidade, possuem autoria diferente ou incerta:
- 1592-1595 (1844) Sir Thomas More
Escrita originalmente por Anthony Munday e por Henry Chettle, e revisada talvez dez anos mais tarde por Thomas Heywood, por Thomas Dekker e (talvez) por William Shakespeare, cuja escrita foi identificada provisoriamente como " Mão D" (Hand D) no manuscrito.
- 1600 (1600) Sir John Oldcastle
O diário de Philip Henslowe diz que foi escrita por Anthony Munday, por Michael Drayton, por Richard Hathwaye e por Robert Wilson na colaboração.
- 1604 (1605) The London Prodigal
Atuada pela companhia de Shakespeare e publicada sob seu nome, mas os estudos estilísticos desconsideram essa nota.
- 1605 (1608) A Yorkshire Tragedy
Atuada pela companhia de Shakespeare e publicada sob seu nome, mas os estudos estilísticos desconsideram essa nota. O autor mais provável é Thomas Middleton.

### Oxfordianas
- Shakespeare Oxford Society home page
- Joseph Sobran's Shakespeare Library
- The Shakespeare Fellowship
  - A Beginner's Guide to the Shakespeare Authorship Problem
  - Oxfordian reviews of Alan H. Nelson's orthodox biography of Oxford, Monstrous Adversary (2001)
- Dr. Michael Delahoyde's summary of Oxfordian theory

### Stratfordianas
- The Bard's Beard — A Time Article
- Arguments against Oxford's Authorship by Irvin Leigh Matus
- Original-spelling transcripts of Edward de Vere's letters prepared by Dr. Alan H. Nelson (an Oxford biographer not supportive of Oxfordian Theory)